# Gran Premi de Malàisia del 2008

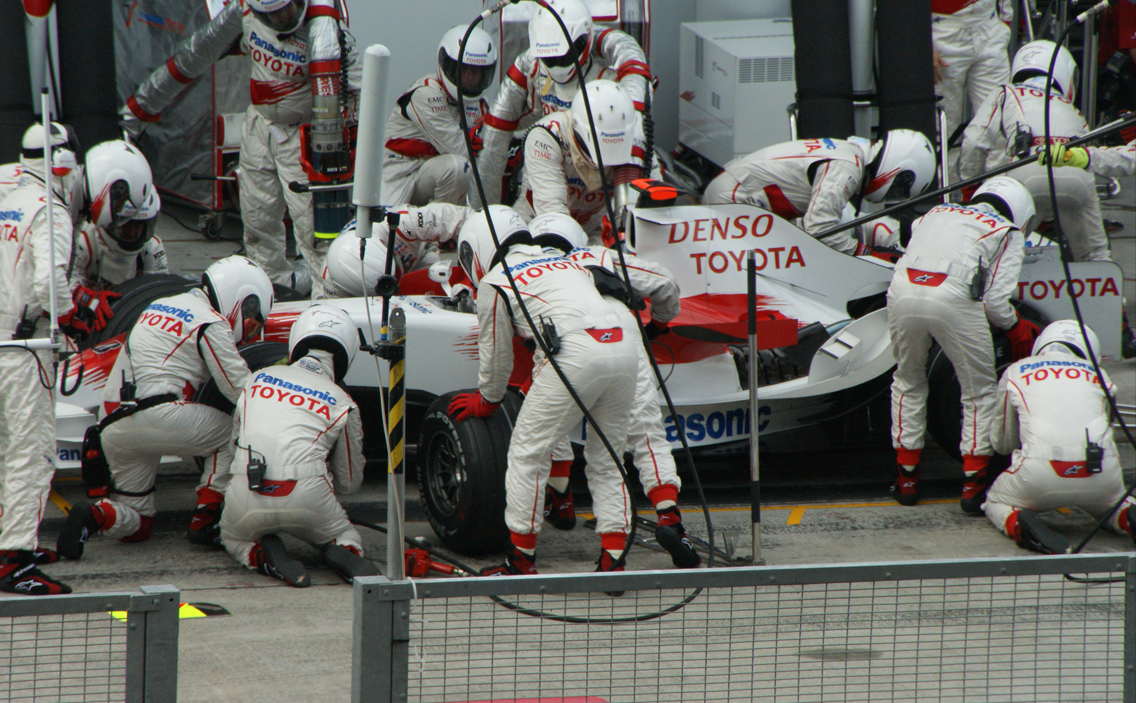
Imatge de l'equip Toyota, al pit lane de la cursa.

El Gran Premi de Malàisia de Fórmula 1 de la Temporada 2008 es disputarà al circuit de Sepang, a Sepang el 23 de març del 2008.

## Qualificacions del dissabte
| Pos. | Pilot                | Equip                 | Temps Q1 | Temps Q2 | Temps Q3 |
| ---- | -------------------- | --------------------- | -------- | -------- | -------- |
| 1    | Felipe Massa         | Ferrari               | 1:35.347 | 1:34.412 | 1:35.748 |
| 2    | Kimi Räikkönen       | Ferrari               | 1:35.645 | 1:34.188 | 1:36.230 |
| 3    | Jarno Trulli         | Toyota                | 1:35.205 | 1:34.960 | 1:36.711 |
| 4    | Robert Kubica        | BMW Sauber            | 1:35.794 | 1:34.811 | 1:36.727 |
| 5    | Nick Heidfeld        | BMW Sauber            | 1:35.729 | 1:34.648 | 1:36.753 |
| 6    | Mark Webber          | Red Bull - Renault    | 1:35.440 | 1:34.967 | 1:37.009 |
| 7    | Fernando Alonso      | Renault               | 1:35.983 | 1:35.140 | 1:38.450 |
| 8¹   | Heikki Kovalainen    | McLaren - Mercedes    | 1:35.227 | 1:34.759 | 1:36.613 |
| 9¹   | Lewis Hamilton       | McLaren - Mercedes    | 1:35.392 | 1:34.627 | 1:36.709 |
| 10   | Timo Glock           | Toyota                | 1:35.891 | 1:35.000 | 1:39.656 |
| 11   | Jenson Button        | Honda                 | 1:36.847 | 1:35.208 |          |
| 12   | David Coulthard      | Red Bull - Renault    | 1:36.058 | 1:35.408 |          |
| 13   | Nelson Piquet Jr.    | Renault               | 1:36.074 | 1:35.562 |          |
| 14   | Rubens Barrichello   | Honda                 | 1:36.198 | 1:35.622 |          |
| 15   | Sebastian Vettel     | Toro Rosso - Ferrari  | 1:36.111 | 1:35.648 |          |
| 16   | Nico Rosberg         | Williams - Toyota     | 1:35.843 | 1:35.670 |          |
| 17   | Giancarlo Fisichella | Force India - Ferrari | 1:36.240 |          |          |
| 18   | Sébastien Bourdais   | Toro Rosso - Ferrari  | 1:36.677 |          |          |
| 19   | Takuma Sato          | Super Aguri - Honda   | 1:37.087 |          |          |
| 20   | Adrian Sutil         | Force India - Ferrari | 1:37.101 |          |          |
| 21   | Anthony Davidson     | Super Aguri - Honda   | 1:37.481 |          |          |
| 22²  | Kazuki Nakajima      | Williams - Toyota     | 1:36.388 |          |          |

### Sancions
- Nota 1:  Els dos McLaren han estat sancionats amb 5 posicions per molestar a l'intent de volta ràpida de Nick Heidfeld i Fernando Alonso.
- Nota 2:  Kazuki Nakajima ha estat sancionat amb 10 places per col·lidir amb Robert Kubica a l'anterior Gran Premi (Gran Premi d'Austràlia del 2008).

## Resultats de la cursa
| Pos | País | Pilot                | Equip                 | Voltes | Temps/ Retir.   | Pos. de sort. | Punts |
| --- | ---- | -------------------- | --------------------- | ------ | --------------- | ------------- | ----- |
| 1   | 1    | Kimi Räikkönen       | Ferrari               | 56     | 1:31:18.555     | 2             | 10    |
| 2   | 4    | Robert Kubica        | BMW Sauber            | 56     | + 19.570 s      | 4             | 8     |
| 3   | 23   | Heikki Kovalainen    | McLaren - Mercedes    | 56     | + 38.450 s      | 8             | 6     |
| 4   | 11   | Jarno Trulli         | Toyota                | 56     | + 45.832 s      | 3             | 5     |
| 5   | 22   | Lewis Hamilton       | McLaren - Mercedes    | 56     | + 46.548 s      | 9             | 4     |
| 6   | 3    | Nick Heidfeld        | BMW Sauber            | 56     | + 49.833 s      | 5             | 3     |
| 7   | 10   | Mark Webber          | Red Bull - Renault    | 56     | + 1:08.130 min. | 6             | 2     |
| 8   | 5    | Fernando Alonso      | Renault               | 56     | + 1:10.041 min. | 7             | 1     |
| 9   | 9    | David Coulthard      | Red Bull - Renault    | 56     | + 1:16.220 min. | 12            |       |
| 10  | 16   | Jenson Button        | Honda                 | 56     | + 1:26.214 min. | 11            |       |
| 11  | 6    | Nelson Piquet Jr.    | Renault               | 56     | + 1:32.202 min. | 13            |       |
| 12  | 21   | Giancarlo Fisichella | Force India - Ferrari | 55     | + 1 Volta       | 17            |       |
| 13  | 17   | Rubens Barrichello   | Honda                 | 55     | + 1 Volta       | 14            |       |
| 14  | 7    | Nico Rosberg         | Williams - Toyota     | 55     | + 1 Volta       | 16            |       |
| 15  | 19   | Anthony Davidson     | Super Aguri - Honda   | 55     | + 1 Volta       | 21            |       |
| 16  | 18   | Takuma Sato          | Super Aguri - Honda   | 54     | + 2 Voltes      | 19            |       |
| 17  | 8    | Kazuki Nakajima      | Williams - Toyota     | 54     | + 2 Voltes      | 22            |       |
| Ret | 15   | Sebastian Vettel     | Toro Rosso - Ferrari  | 39     | Motor           | 15            |       |
| Ret | 2    | Felipe Massa         | Ferrari               | 30     | Virolla         | 1             |       |
| Ret | 20   | Adrian Sutil         | Force India - Ferrari | 5      | Hidràulics      | 20            |       |
| Ret | 12   | Timo Glock           | Toyota                | 1      | Col·lisió       | 10            |       |
| Ret | 14   | Sébastien Bourdais   | Toro Rosso - Ferrari  | 0      | Virolla         | 18            |       |

## Altres
- Pole: Felipe Massa
- Volta Ràpida: Nick Heidfeld 1: 35' 366 a la volta 55.

| Anterior G.P.: Gran Premi d'Austràlia del 2008 | FIA 2008 Fórmula 1 Campionat mundial | Següent G.P.: Gran Premi de Bahrain del 2008  |
| Anterior G.P.: Gran Premi de Malàisia del 2007 | Gran Premi de Malàisia               | Següent G.P.: Gran Premi de Malàisia del 2009 |